# USS Blackfin (SS-322)
USS Blackfin (SS-322) là một  tàu ngầm lớp Balao từng phục vụ cùng Hải quân Hoa Kỳ trong Chiến tranh Thế giới thứ hai. Nó là chiếc tàu chiến duy nhất của Hải quân Hoa Kỳ được đặt cái tên này, theo tên chung của nhiều loài cá khác nhau, bao gồm cá ngừ vây đen và cá tráo vây lưng đen. Nó đã phục vụ trong suốt Thế Chiến II, thực hiện tổng cộng năm chuyến tuần tra và đánh chìm hai tàu Nhật Bản, bao gồm một tàu khu trục, với tổng tải trọng 4.325 tấn. Sau khi xung đột chấm dứt, nó tiếp tục hoạt động cho đến năm 1948, rồi được nâng cấp theo Dự án GUPPY IA để tiếp tục phục vụ trong các cuộc Chiến tranh Lạnh và Chiến tranh Việt Nam cho đến năm 1972. Con tàu cuối cùng bị đánh chìm như một mục tiêu ngoài khơi California vào năm 1973. Blackfin được tặng thưởng ba Ngôi sao Chiến trận do thành tích phục vụ trong Thế Chiến II, và thêm bốn Ngôi sao Chiến trận khác khi hoạt động tại Việt Nam.

## Thiết kế và chế tạo
Thiết kế của lớp Balao được cải tiến dựa trên  tàu ngầm lớp Gato dẫn trước, là một kiểu tàu ngầm hạm đội có tốc độ trên mặt nước cao, tầm hoạt động xa và vũ khí mạnh để tháp tùng hạm đội chiến trận. Khác biệt chính so với lớp Gato là ở cấu trúc lườn chịu áp lực bên trong dày hơn, và sử dụng thép có độ đàn hồi cao (HTS: High-Tensile Steel), cho phép lặn sâu hơn đến 400 ft (120 m). Con tàu dài 311 ft 9 in (95,02 m) và có trọng lượng choán nước 1.526 tấn Anh (1.550 t) khi nổi và 2.424 tấn Anh (2.463 t) khi lặn. Chúng trang bị động cơ diesel dẫn động máy phát điện để cung cấp điện năng cho bốn động cơ điện, đạt được công suất 5.400 shp (4.000 kW) khi nổi và 2.740 shp (2.040 kW) khi lặn, cho phép đạt tốc độ tối đa 20,25 hải lý trên giờ (37,50 km/h) và 8,75 hải lý trên giờ (16,21 km/h) tương ứng. Tầm xa hoạt động là 11.000 hải lý (20.000 km) khi đi trên mặt nước ở tốc độ 10 hải lý trên giờ (19 km/h) và có thể hoạt động kéo dài đến 75 ngày.
Tương tự như lớp Gato dẫn trước, lớp Balao được trang bị mười ống phóng ngư lôi 21 in (530 mm), gồm sáu ống trước mũi và bốn ống phía phía đuôi tàu, chúng mang theo tối đa 24 quả ngư lôi. Vũ khí trên boong tàu gồm một hải pháo 4 inch/50 caliber, một khẩu pháo phòng không Bofors 40 mm nòng đơn và một khẩu đội Oerlikon 20 mm nòng đôi, kèm theo hai súng máy .50 caliber. Trên tháp chỉ huy, ngoài hai kính tiềm vọng, nó còn trang bị ăn-ten radar SD phòng không và SJ dò tìm mặt biển. Tiện nghi cho thủy thủ đoàn bao gồm điều hòa không khí, thực phẩm trữ lạnh, máy lọc nước, máy giặt và giường ngủ cho hầu hết mọi người, giúp họ chịu đựng cái nóng nhiệt đới tại Thái Bình Dương cùng những chuyến tuần tra kéo dài đến hai tháng rưỡi.
Blackfin được đặt lườn tại xưởng tàu của hãng Electric Boat Company ở Groton, Connecticut vào ngày 10 tháng 6, 1943. Nó được hạ thủy vào ngày 12 tháng 3, 1944, được đỡ đầu bởi bà Phyllis Irwin Lockwood, phu nhân Chuẩn đô đốc Charles A. Lockwood, và được cho nhập biên chế cùng Hải quân Hoa Kỳ vào ngày 4 tháng 7, 1944 dưới quyền chỉ huy của Hạm trưởng, Thiếu tá Hải quân George Hays Laird, Jr.

## Lịch sử hoạt động

### 1944
Sau khi hoàn tất việc chạy thử máy huấn luyện tại vùng biển ngoài khơi New London, Connecticut, Blackfin chuẩn bị để được điều động sang khu vực Mặt trận Thái Bình Dương. Nó khởi hành từ Căn cứ Tàu ngầm Hải quân New London vào ngày 14 tháng 8, 1944, băng qua kênh đào Panama vào ngày 29 tháng 8 và đi đến Trân Châu Cảng vào ngày 11 tháng 9. Con tàu được sửa chữa và huấn luyện tại khu vực quần đảo Hawaii trong hơn hai tuần lễ tiếp theo.

#### Chuyến tuần tra thứ nhất
Khởi hành từ Trân Châu Cảng vào ngày 30 tháng 9 cho chuyến tuần tra đầu tiên, Blackfin được tiếp thêm nhiên liệu tại Saipan mười ngày sau đó trước khi hướng đến eo biển Palawan, Philippines, và canh phòng tại đây trong thời gian diễn ra cuộc đổ bộ của lực lượng Đồng Minh tại vịnh Leyte, Philippines. Nó bắt gặp một mục tiêu vào ngày 26 tháng 10, nhưng đối thủ đổi hướng xông thẳng vào nó để tấn công, nên chiếc tàu ngầm phải lặn xuống né tránh. Đến sáng ngày 1 tháng 11, nó tấn công bằng một loạt sáu quả ngư lôi nhắm vào một tàu buôn được bốn tàu hộ tống bảo vệ, đánh chìm được chiếc Unkai Maru số 12 (2.725 tấn) tại tọa độ 12°57′B 120°12′Đ / 12,95°B 120,2°Đ. Đến ngày 7 tháng 11, nó lại tấn công một tàu chở dầu được ba tàu hộ tống, nhưng hai quả ngư lôi đánh trúng chỉ gây hư hại cho chiếc tàu chở dầu.
Sang ngày 24 tháng 11, Blackfin thực hiện một nhiệm vụ đặc biệt khi hẹn gặp một toán biệt kích Lục quân ngoài khơi bờ biển phía Bắc Mindoro. Toán biệt kích đã chiếm được một tàu tuần tra đối phương với nhiều bảng mật mã và sách mã; Blackfin đã nhận lên tàu ba túi tài liệu mật và sau đó chuyển giao chúng cho tàu corvette Australia HMAS Kiama (J353) ngoài khơi đảo Morotai. Chiếc tàu ngầm kết thúc chuyến tuần tra khi ghé đến Darwin, rồi về đến Fremantle, Australia vào ngày 4 tháng 12. Nó được tái trang bị cặp bên mạn tàu tiếp liệu tàu ngầm Euryale (AS-22).

### 1945

#### Chuyến tuần tra thứ hai
Khởi hành từ Fremantle vào ngày 2 tháng 1, 1945 cho chuyến tuần tra thứ hai, Blackfin hướng đến khu vực hoạt động tại biển Đông, và sau khi đi đến phía Đông bán đảo Malay đã hoạt động trong thành phần một đội tấn công phối hợp "Bầy sói". Vào sáng ngày 24 tháng 1, nó phát hiện một tàu chở dầu lớn được bốn tàu hộ tống bảo vệ. Sau khi phóng một loạt ngư lôi vào chiếc tàu chở dầu, một tàu hộ tống đối phương hướng thẳng đến nó, nên nó tiếp tục phóng ngư lôi và đánh chìm tàu khu trục Shigure tại vị trí cách Kota Bharu 160 dặm (260 km) về phía Đông, tại tọa độ 06°00′B 103°48′Đ / 6°B 103,8°Đ. Nó tiếp tục phóng trúng một quả ngư lôi vào chiếc tàu chở dầu nhưng không thể tiếp tục tấn công do bị tàu hộ tống và máy bay tuần tra đối phương ngăn trở.
Đến cuối tháng 1, Blackfin được lệnh chuyển đến khu vực ngoài khơi Sài Gòn, Đông Dương thuộc Pháp để phục vụ tìm kiếm và giải cứu hỗ trợ các chiến dịch không kích. Sau đó nó chuyển đến khu vực các eo biển Palawan và Balabac, và vào trưa ngày 12 tháng 2 đã phát hiện một lực lượng bao gồm hai thiết giáp hạm, một tàu tuần dương hạng nặng và ít nhất ba tàu khu trục. Tuy nhiên nó không thể tấn công do bị một tàu khu trục ngăn cản cũng như không theo kịp tốc độ các hạm tàu nổi. Nó được lệnh kết thúc chuyến tuần tra ba ngày sau đó để quay trở về căn cứ vịnh Subic, Philippines, trở thành một trong ba tàu ngầm đầu tiên đi vào căn cứ vừa mới được thành lập này. Do căn cứ mới giải phóng còn thiếu hụt nhân sự, thủy thủ đoàn Blackfin phải tự tái trang bị lại con tàu mình dưới sự giúp đỡ của tàu tiếp liệu tàu ngầm Griffin (AS-13).

#### Chuyến tuần tra thứ ba
Trong chuyến tuần tra thứ ba từ ngày 6 tháng 3 đến ngày 9 tháng 4 tại khu vực biển Đông ngoài khơi vịnh Cam Ranh, Blackfin tiếp tục tham gia hoạt động phối hợp cùng một "Bầy sói". Vào sáng ngày 28 tháng 3, nó phát hiện một đoàn tàu vận tải đang di chuyển về phía bắc vịnh Cam Ranh; nhưng khi nó áp sát để chuẩn bị tấn công, một tàu hộ tống đã tấn công chiếc tàu ngầm bằng mìn sâu khiến nhiều thiết bị trên tàu bị hỏng. Nó ẩn nấp dưới đáy biển ở độ sâu 150 foot (46 m) trong nhiều giờ trước khi đối phương bỏ đi. Sau khi trồi lên mặt nước để sửa chữa khẩn cấp, nó được lệnh quay trở về căn cứ Fremantle để sửa chữa triệt để.

#### Chuyến tuần tra thứ tư
Khởi hành từ Fremantle vào ngày 7 tháng 5 cho chuyến tuần tra thứ tư dự định tại vùng phụ cận Singapore, Blackfin phải cắt ngắn chuyến tuần tra do bị trục trặc động cơ. Sau hai ngày tuần tra, nó quay trở về căn cứ vịnh Subic để sửa chữa. Tuy nhiên hư hỏng của chiếc tàu ngầm bên ngoài khả năng của tàu tiếp liệu tàu ngầm Anthedon (AS-24), nên Blackfin phải quay trở về Trân Châu Cảng ngang qua Saipan, đến căn cứ vào cuối tháng 6 và được sửa chữa trong ba tuần lễ tiếp theo.

#### Chuyến tuần tra thứ năm
Hoàn tất công việc trong xưởng tàu, Blackfin lên đường vào ngày 17 tháng 7 để hướng sang khu vực Tây Thái Bình Dương. Nó ghé đến Midway từ ngày 21 đến ngày 29 tháng 7 để sửa chữa và huấn luyện, trước khi tiếp tục đi đến Saipan vào ngày 7 tháng 8 và lên đường bốn ngày sau đó cho chuyến tuần tra thứ năm, cũng là chuyến cuối cùng tại khu vực Hoàng Hải. Con tàu đang hoạt động tại lối tiếp cận phía Đông quần đảo Ryūkyū khi Nhật Bản chấp nhận đầu hàng vào ngày 15 tháng 8, giúp chấm dứt vĩnh viễn cuộc xung đột. Chiếc tàu ngầm tiếp tục tiến vào Hoàng Hải để làm nhiệm vụ phá hủy các quả thủy lôi trôi nổi trên biển, tiêu hủy được 61 quả trước khi được lệnh quay trở về Guam vào ngày 29 tháng 8. Đến nơi vào ngày 5 tháng 9, nó sửa chữa những hư hại chịu đựng khi trải qua một cơn bão, rồi tiếp tục hành trình đi ngang qua Trân Châu Cảng để về đến San Diego, California, nơi nó gia nhập Hải đội Tàu ngầm 1.

### 1946 - 1948
Tiếp tục hoạt động tại khu vực Thái Bình Dương trong những năm tiếp theo, Blackfin dành phần lớn thời gian hoạt động tại các khu vực quần đảo Hawaii và Mariana. Vào tháng 6 và tháng 7, 1946, nó tham gia những hoạt động ngoài vòng Bắc Cực trong khuôn khổ "Chiến dịch Iceberg", rồi đi đến Xưởng hải quân Mare Island vào tháng 7, 1948 để chuẩn bị ngừng hoạt động.  Nó được cho xuất biên chế tại đây vào ngày 19 tháng 11, 1948, và được đưa về Hạm đội Dự bị Thái Bình Dương.

### 1950 - 1955
Vào tháng 11, 1950, Blackfin bắt đầu được nâng cấp tại Xưởng hải quân Mare Island trong khuôn khổ Dự án GUPPY IA, và được cho nhập biên chế trở lại vào ngày 15 tháng 5, 1951. Nó hoạt động cùng Lực lượng Tàu ngầm Hạm đội Thái Bình Dương, đặt căn cứ tại San Diego cho đến ngày 8 tháng 3, 1954 rồi chuyển đến Trân Châu Cảng. Nó đã thực hiện hai chuyến đi sang Viễn Đông từ tháng 12, 1951 đến tháng 6, 1952 và từ tháng 1 đến tháng 6, 1955, hoạt động tại chỗ và thực hành huấn luyện cũng như thực hiện những chuyến tuần tra mô phỏng.

### 1956 - 1960
Trong mười tháng đầu năm 1956, Blackfin tham gia các hoạt động huấn luyện thường lệ cũng như phục vụ cho thực hành chống tàu ngầm của các đơn vị tại quần đảo Hawaii. Nó đi vào Xưởng hải quân Trân Châu Cảng vào ngày 12 tháng 10 để được đại tu, công việc hoàn tất vào ngày 1 tháng 3, 1957. Rời xưởng tàu, nó tiến hành huấn luyện ôn tập, rồi khởi hành từ Trân Châu Cảng vào ngày 6 tháng 5 cho một lượt phục vụ tại khu vực Tây Thái Bình Dương, kéo dài trong sáu tháng. Trong giai đoạn này nó tham gia các cuộc tập trận cùng các đơn vị Hoa Kỳ và Hải quân Trung Hoa Dân Quốc (Đài Loan), huấn luyện và tiến hành hai chuyến tuần tra. Nó cũng viếng thăm các cảng Yokosuka, Nhật Bản; Cao Hùng, Đài Loan và Hong Kong. Vào ngày 1 tháng 7, con tàu được điều động sang Đội Tàu ngầm 72 trong thành phần Hải đội Tàu ngầm 7. Nó quay trở về vùng biển Hawaii vào ngày 1 tháng 11, tiếp nối các hoạt động huấn luyện tại chỗ và bảo trì thường lệ cho đến mùa Thu năm 1958.
Khởi hành từ Trân Châu Cảng vào ngày 31 tháng 10, 1958, Blackfin đi sang khu vực Tây Thái Bình Dương, nơi nó tập trận cùng các đơn vị Hải quân Philippines, Đài Loan và Hàn Quốc. Chiếc tàu ngầm đã viếng thăm các cảng Yokosuka, Kobe, Sasebo, Iwakuni và Beppu, Nhật Bản; vịnh Subic, Philippines; Chinhae, Hàn Quốc; Cao Hùng, Đài Loan và Guam. Nó rời Guam vào tháng 4, 1959 để đi sang Australia, tham gia các lễ hội nhân kỷ niệm Trận chiến biển Coral, và đã viếng thăm các cảng Brisbane và Newcastle. Nó rời Newcastle vào ngày 4 tháng 5 và quay trở về Trân Châu Cảng vào ngày 15 tháng 5. Trong giai đoạn từ tháng 6 đến tháng 10, chiếc tàu ngầm hoạt động huấn luyện thường lệ tại chỗ đồng thời có hai chuyến đi giải trí đến Kona và Wailuku, Hawaii. Từ ngày 9 tháng 11, nó được đại tu tại Xưởng hải quân Trân Châu Cảng.

### 1961 - 1965
Rời xưởng tàu vào ngày 16 tháng 5, 1960, Blackfin tiến hành huấn luyện ôn tập, rồi lên đường vào ngày 19 tháng 8 cho lượt phục vụ thứ năm tại khu vực Tây Thái Bình Dương. Trong đợt này nó tham gia huấn luyện cùng Đệ Thất hạm đội cũng như với các đơn vị Lực lượng Phòng vệ biển Nhật Bản và Hải quân Hàn Quốc. Con tàu đã viếng thăm các cảng Nhật Bản, Hàn Quốc, Đài Loan, Okinawa và Philippines. Sau một lượt nghỉ phép tại Hong Kong, nó quay trở về Trân Châu Cảng vào tháng 2, 1961. Sau một giai đoạn ngắn bảo trì và nghỉ ngơi, con tàu tiếp nối các hoạt động huấn luyện tại chỗ. Đến tháng 9, nó rời vùng biển Hawaii cho một chuyến đi huấn luyện thích nghi thời tiết lạnh đến Alaska. Nó đã viếng thăm Adak và Kodiak thuộc quần đảo Aleut trước khi quay trở về Trân Châu Cảng vào cuối tháng 10. Trong bốn tháng tiếp theo nó hoạt động tại chỗ từ căn cứ Trân Châu Cảng.
Đến đầu tháng 4, 1962, Blackfin lên đường đi sang khu vực Đông Bắc Thái Bình Dương, phục vụ cùng nhiều liên đội không lực và các đội tàu ngầm dự bị. Nó đã ghé thăm Portland, Oregon; Victoria và Vancouver, British Columbia; Port Angeles và Seattle, Washington. Tại Seattle, con tàu tham dự lễ khai mạc Hội chợ quốc tế 1962 vào ngày 21 tháng 4, và quay trở về Trân Châu Cảng vào cuối tháng 6, rồi trải qua đợt đại tu tại Xưởng hải quân Trân Châu Cảng vào đầu tháng 11.
Từ ngày 15 tháng 3, 1963, Blackfin bắt đầu huấn luyện ôn tập tại vùng biển quần đảo Hawaii. Nó rời Trân Châu Cảng vào ngày 17 tháng 4 để đi về vùng bờ Tây, ghé đến Newport, Oregon vào ngày 7 tháng 4, và tiếp tục viếng thăm Seattle, Washington; Vancouver, British Columbia; và San Francisco cùng San Diego, California trước khi quay trở về khu vực Hawaii vào giữa tháng 6. Nó lên đường vào ngày 27 tháng 11 để đi sang Yokosuka, nơi nó hoạt động cùng Đệ Thất hạm đội, và trải qua kỳ nghỉ lễ Giáng Sinh tại cảng Sasebo. Con tàu ở lại vùng biển Nhật Bản cho đến tháng 3, 1964, tham gia các đợt huấn luyện và tập trận hạm đội trước khi lên đường đi Naha, Okinawa rồi đến vịnh Subic, Philippines. Vào cuối tháng 4, nó đi sang Brisbane, Australia để tham dự lễ kỷ niệm trận chiến biển Coral, rồi quay trở về Trân Châu Cảng vào giữa tháng 5.

### 1966 - 1972
Blackfin lại được phái sang Viễn Đông vào tháng 3, 1965 để hoạt động cùng Đệ Thất hạm đội, viếng thăm Yokosuka và Sasebo, Nhật Bản; vịnh Subic, Philippines; Hong Kong; và Bangkok, Thái Lan. Nó quay trở về Trân Châu Cảng vào đầu tháng 9, rồi từ tháng 10 đến đầu tháng 12 đã hoạt động tại chỗ và tham gia cuộc tập trận SUBASWEX 4-65. Đến đầu năm 1966, nó đi vào Xưởng hải quân Trân Châu Cảng để được đại tu đồng thời bổ sung một tháp chỉ huy bằng chất liệu fiberglass cùng một cấu trúc thượng tầng phía trước mới. Rời xưởng tàu vào tháng 8 để huấn luyện ôn tập và thực hành, chiếc tàu ngầm lên đường vào ngày 16 tháng 11 để đi sang Yokosuka, đến nơi vào ngày 30 tháng 11, và hoạt động cùng Đệ Thất hạm đội. Thủy thủ đoàn trải qua kỳ nghỉ lễ Giáng Sinh tại Okinawa, rồi đến cuối năm đã băng qua biển Đông để đi đến vịnh Subic.
Trong ba tháng đầu năm 1967, Blackfin xuất phát từ vịnh Subic để hoạt động dọc bờ biển Việt Nam cùng Đệ Thất hạm đội. Nó khởi hành vào ngày 15 tháng 4 để hướng sang Australia, một lần nữa tham dự lễ kỷ niệm trận chiến biển Coral. Trên đường đi, chiếc tàu ngầm viếng thăm thiện chí Zamboanga, Mindanao trong hai ngày, ghé đến Fremantle từ ngày 30 tháng 4 đến ngày 5 tháng 5 và Hobart, Tasmania từ ngày 11 đến ngày 15 tháng 5. Trên đường quay trở về khu vực Hawaii, nó ghé đến Pago Pago, Samoa thuộc Mỹ trước khi về đến Trân Châu Cảng vào ngày 6 tháng 6. 
Sau khi trải qua một đợt bảo trì ngắn vào tháng 1, 1968, Blackfin hoạt động tại chỗ cho đến cuối tháng 3, khi nó lên đường vào ngày 28 tháng 3 để quay trở lại Viễn Đông. Đi đến Yokosuka vào ngày 11 tháng 4, nó lên đường vào ngày 20 tháng 4 để làm nhiệm vụ đặc biệt, rồi quay trở lại Yokosuka vào ngày 12 tháng 6, và đi vào ụ tàu để sửa chữa. Chiếc tàu ngầm lên đường vào ngày 26 tháng 6 để viếng thăm vịnh Buckner, Okinawa, và Hong Kong, rồi quay trở lại Yokosuka vào ngày 20 tháng 7. Một lượt làm nhiệm vụ đặc biệt khác bắt đầu từ ngày 26 tháng 7, và kết thúc vào ngày 19 tháng 9 khi nó quay trở lại cảng Yokosuka. Sau hai tuần lễ nghỉ ngơi và bảo trì, nó lên đường quay trở về vầo đầu tháng 10, về đến Trân Châu Cảng vào ngày 16 tháng 10. 
Blackfin khởi hành vào ngày 23 tháng 1, 1969 để đi đến vùng bờ Tây, đi vào Xưởng hải quân Mare Island vào ngày 5 tháng 2 cho một đợt đại tu. Hoàn tất công việc và chạy thử máy vào ngày 10 tháng 7, chiếc tàu ngầm rời vùng vịnh San Francisco để đi đến cảng nhà mới tại San Diego. Nó lên đường vào ngày 21 tháng 7 để viếng thăm Mazatlán, Mexico, và khi quay trở về đã hoạt động huấn luyện ôn tập, rồi thực hành tác xạ tại vùng biển Washington trước khi viếng thăm Seattle, Washington và Vancouver, British Columbia. Nó rời vùng biển Canada vào ngày 31 tháng 8 để quay trở về San Diego, và lên đường đi đến vùng vịnh San Francisco vào ngày để huấn luyện phối hợp cùng các đơn vị tàu ngầm dự bị. Sau khi quay trở về San Diego vào ngày 12 tháng 10, nó được đại tu động cơ, và sang tháng 3, 1970 đã có đợt huấn luyện kéo dài hai tuần rồi phục vụ huấn luyện cho các liên đội không lực tại khu vực San Diego.
Blackfin lên đường vào ngày 6 tháng 8 cho một lượt phục vụ tại khu vực Tây Thái Bình Dương. Nó có chặng dừng tại Trân Châu Cảng trong một tuần để huấn luyện, rồi đi đến Yokosuka vào ngày 4 tháng 9, được sửa chữa sau chuyến đi dài. Chiếc tàu ngầm đi đến Kobe để tham dự Hội chợ quốc tế Osaka 1970, rồi quay trở lại Yokosuka vào ngày 14 tháng 9. Nó khởi hành vào ngày 22 tháng 10 để hoạt động phối hợp cùng tàu chiến thuộc Lực lượng Phòng vệ biển Nhật Bản và tàu khu trục thuộc Đệ Thát hạm đội, có ghé đến vịnh Subic để sửa chữa vào ngày 16 tháng 11. Từ ngày 26 tháng 11 đến ngày 3 tháng 12, nó hoạt động phối hợp cùng tàu chiến Hải quân Trung Hoa Dân Quốc (Đài Loan), rồi quay lại vịnh Subic vào ngày 5 tháng 12 để bảo trì trong năm ngày. Chiếc tàu ngầm tham gia cuộc tập trận hạm đội chống tàu ngầm quy mô lớn từ ngày 10 tháng 12, và sau khi hoàn tất đã ghé đến Hong Kong cho kỳ nghỉ lễ Giáng Sinh. Sau đó nó phục vụ cho các đơn vị chống tàu ngầm của Đệ Thất hạm đội.
Sau khi ghé qua vịnh Subic, Blackfin lên đường vào ngày 23 tháng 1, 1971 để hướng sang Australia. Nó đi đến Brisbane vào ngày 6 tháng 2 và ở lại cảng này trong sáu ngày, trước khi bắt đầu hành trình quay trở về Hoa Kỳ. Sau các chặng dừng tại Suva, Fiji và Pago Pago, nó về đến San Diego vào ngày 10 tháng 4. Nó đi vào ụ tàu tại San Diego để sửa chữa từ ngày 23 tháng 8 đến ngày 15 tháng 9, rồi khởi hành từ San Diego vào ngày 26 tháng 10 cho một chuyến viếng thăm đến các nước Trung và Nam Mỹ. Con tàu đi đến Corinto, Nicaragua vào ngày 4 tháng 11, rồi tiếp tục hành trình năm ngày sau đó, ghé đến Buenaventura, Colombia; Guayaquil, Ecuador; Salaverry và Callao, Peru; và Acapulco, Mexico. Nó quay trở về San Diego vào ngày 20 tháng 12.
Trong nữa đầu năm 1972, Blackfin tiếp tục hoạt động tại vùng bờ Tây, và đã viếng thăm San Francisco, Avalon và Monterey, California; Seattle và Port Angeles, Washington; và Vancouver, British Columbia. Sau đó nó chuẩn bị để ngừng hoạt động. Blackfin được cho xuất biên chế đồng thời rút tên khỏi danh sách Đăng bạ Hải quân vào ngày 15 tháng 9, 1972. Con tàu được sử dụng như mục tiêu thực hành tác xạ, và bị đánh chìm bởi ngư lôi ngoài khơi San Diego, California vào ngày 13 tháng 5, 1973.

## Phần thưởng
Blackfin được tặng thưởng ba Ngôi sao Chiến trận do thành tích phục vụ trong Thế Chiến II, và thêm bốn Ngôi sao Chiến trận khác khi hoạt động tại Việt Nam. Nó được ghi công đã đánh chìm hai tàu Nhật Bản, bao gồm một tàu khu trục, với tổng tải trọng 4.325 tấn.
|  |                                         |                                                       |
|  | Bronze star · Bronze star · Bronze star |                                                       |
|  |                                         | Bronze star · Bronze star · Bronze star · Bronze star |

| Dãi băng Hoạt động Tác chiến          |                                                                         |                                                        |
| Huân chương Chiến dịch Hoa Kỳ         | Huân chương Chiến dịch Châu Á-Thái Bình Dương với 3 Ngôi sao Chiến trận | Huân chương Chiến thắng Thế Chiến II                   |
| Huân chương Phục vụ Phòng vệ Quốc gia | Huân chương Viễn chinh Lực lượng Vũ trang                               | Huân chương Phục vụ Việt Nam với 4 Ngôi sao Chiến trận |